# كريس بردون
كريس بردون هو مهندس صوت. تم ترشيحه وزملائه من مهندسي الصوت لجائزة الأوسكار لأفضل صوت عام 2013 للفيلم: كابتن فيليبس.

## وصلات خارجية
- كريس بردون على موقع IMDb (الإنجليزية)
- كريس بردون على موقع قاعدة بيانات الفيلم (الإنجليزية)